# 甘草茎醇A
甘草茎醇A是一种有机化合物，化学名称为1-甲氧基-2,8-二(3-甲基-2-丁烯-1-基)-6H-苯并呋喃并[3,2-c][1]苯并吡喃-3,9-二酚，化学式为C26H28O5。它存在于甘草的根中。它对轉糖鏈球菌具有很强的抗菌活性。